# Waldheim, Mittelsachsen
Waldheim là một đô thị ở huyện Mittelsachsen, thuộc bang tự do Sachsen, nước Đức. Đô thị Waldheim, Mittelsachsen có diện tích 23,81 km², dân số thời điểm ngày 31 tháng 12 năm 2005 là 8884 người. Waldheim nằm bên sông Zschopau, 9 km tây nam của Döbeln, 28 km về phía bắc của Chemnitz.